# El tiempo es oro
El tiempo es oro va ser un concurs de televisió, emès per Televisió espanyola entre 1987 i 1992. El programa estava realitzat per Sergi Schaaff i presentat per Constantino Romero, amb l'ajuda de Janine Calvo. El programa es gravava als estudis de Sant Cugat de TVE.

## Mecànica
El concursant havia de superar diverses tandes de preguntes de cultura general. Un cop superada aquesta fase, es preguntava al concursant sobre un tema específic de la seva elecció. Finalment, amb l'ajuda de dos amics i de documentació enciclopèdica, havien de contestar a una pregunta final amb un temps límit de tres minuts per respondre. Aquesta pregunta final es responia només responent preguntes parcials implícites, ja que no es donaven totes les dades per a la cerca a l'enciclopèdia.

## Premis
- TP d'Or (1989): Millor concurs.
- TP d'Or (1991): Millor concurs.
- Nominació de Constantino Romero com a Millor presentador.